# Dobrovo (Neum, BiH)
Dobrovo je naseljeno mjesto u općini Neum, Federacija BiH, BiH.

## Povijest
Naziv Dobrovo (pučki Dubrovo) odraz je negdašnjih vlasničkih odnosa te se u nazivu nalazi pridjev nastao prema starome hrvatskom narodnom imenu Dobrohna, najvjerojatnije nekom velikašu koji je ondje imao posjede.
Selo se spominje u „Poimeničnome popisu sandžaka vilajeta Hercegovine” 1475. – 1477. pod nazivom Dobrohovo.
Dobrovo se sastoji od zaselaka Selo i Mala. Zaselak Mala nazvan je prema turskoj riječi mahala. Zaselak je Dobrova nekoć bilo i Nerađe; naziv dolazi od imena njiva koje slabe rađaju. Zaselak se naziva još i Podstijene zbog svojega položaja ispod Crvenih Stijena.

## Stanovništvo

### 1991.
Nacionalni sastav stanovništva 1991. godine, bio je sljedeći:
ukupno: 144
- Hrvati - 144

### 2013.
Nacionalni sastav stanovništva 2013. godine, bio je sljedeći:
ukupno: 114
- Hrvati - 114

## Znamenitosti
- nekropola stećaka na lokalitetu Podhumac (Greblje)[5]

### Članci
- Vidović, Domagoj. 2009. Gradačka toponimija. Folia onomastica Croatica. Zavod za lingvistička istraživanja HAZU. Zagreb.  (18): 171–221

## Vanjske poveznice
- Satelitska snimka  Arhivirana inačica izvorne stranice od 17. veljače 2021. (Wayback Machine)